# Pahor
Pahor je slovenski priimek.

## Znani nosilci priimka
- Adrijan Pahor (*1956), profesor, zgodovinar, slovenist, publicist
- Anton Pahor (1848–1910), rimskokatoliški duhovnik
- Artur Pahor, zdravnik revmatolog, prof. MF UM
- Bogdan Pahor (1890–1973), agrokemik, pedolog
- Bojan Pahor (*1950), kipar
- Boris Pahor (1913–2022), (zamejski) pisatelj in esejist, akademik
- Borut Pahor (*1963), politik, predsednik Republike Slovenije
- Božidar Pahor (1925–2003), novinar, urednik, publicist, prevajalec, pesnik
- Breda Pahor (*1950), zamejska kulturna delavka in publicistka
- Daša Pahor, umetnostna zgodovinarka, antikvarka v Münchnu
- Drago Pahor (1905–1980), učitelj, publicist,
- Dušica Pahor, zdravnica oftalmologinja, prof. MF UM
- Evelina (Ambrožič) Pahor (1916–1994), učiteljica, prosvetna delavka
- Fedor Pahor (1920–1982), farmacevt, urednik
- Galiano Pahor (1955–2008), igralec
- Jan Pahor (*1986), nogometaš
- Jože (Josip) Pahor (1888–1964), učitelj, pisatelj
- Jože Pahor (1933–2017), fizik, univ. profesor
- Jurij Pahor, seizmolog
- Karol (Karel) Pahor (1896–1974), skladatelj, glasbenik, profesor akademije
- Katja Pahor, kulturnica - Nova Gorica
- Leopold Pahor (1863–1928), skladatelj, zborovodja
- Marija Pahor Janežič (1898–1980), defektologinja
- Majda Pahor (*1953), sociologinja zdravstva
- Marija Jurić Pahor (*1956), socialna antropologinja, manjšinska strok.
- Marko Pahor, matematik, ekonomist, statistik, univ. prof. (EF), viceguverner Banke Slovenije
- Marko Pahor, zgodovinar?
- Milan Pahor (*1948), zgodovinar in narodnokulturni delavec
- Miloš Pahor (*1935), flavtist, glasbeni pedagog in organizator
- Minka Pahor (r. Lavrenčič) (1908–1998), učiteljica in kulturna delavka
- Miroslav Pahor - Branko (1920–?), politik
- Miroslav Pahor (1922–1981), zgodovinar, pomorski muzealec
- Nina Pahor (*1995), jezikoslovka
- Oskar Pahor (1886–1964), rimskokatoliški duhovnik, dekan
- Peter Pahor (*1959), arhitekt, urbanist
- Radivoj Pahor (*1946), profesor, šolski inšpektor in pesnik
- Radoslava Premrl-Pahor (1921–2009), kulturna delavka
- Roman Pahor (1889–1949), organist in skladatelj
- Roman Pahor (1903–1951), narodni delavec, organizator mladinskega gibanja na Tržaškem
- Romana Pahor (*1980), plesalka, koreografinja
- Samo Pahor (1939–2024), zgodovinar, borec za pravice Slovencev v Italiji
- Sergej Pahor (1930–2006), fizik, univ. profesor
- Sergij Pahor (*1934), novinar in slovenski narodni delavec v Italiji
- Sonja Pahor Torre (1947–2013), pianistka, klavirska pedagoginja
- Špela Pahor (*1959), bibliotekarka, pravljičarka, etnologinja, publicistka, prevajalka
- Štefan Pahor (1896–1973), kamnosek, prvoborec NOB
- Tadej Pahor, dr. prevodoslovja
- Viljem Pahor, politik
- Vladimir Pahor (1923–2010), zdravnik internist v Italiji (Rim)
- Zarja Pahor, novinarka, urednica (Večer)
- Zoran Pahor, hokejist, uvrščen v slov. hokejski hram slavnih
- Žan Pahor (*2005), kolesar
- Živa Pahor (*1967), TV-urednica in režiserka, likovna ustvarjalka, ilustratorka (Trst)